# Iso nesiotes
Iso nesiotes är en fiskart som beskrevs av Saeed, Ivantsoff och Crowley, 1993. Iso nesiotes ingår i släktet Iso och familjen Notocheiridae. Inga underarter finns listade i Catalogue of Life.